# Mučivá láska
Mučivá láska (původní název Torch Song Trilogy) je americká komediálně dramatická adaptace stejnojmenné broadwayské divadelní hry Harvey Fiersteina. Film byl režírován Paulem Bogartem a sleduje v období 1971–1980 newyorského transvestitu židovského původu a vyznání Arnolda (Harvey Fierstein), jeho problémy s matkou (Anne Bancroft) a honbou za životním štěstím. Ve filmu se rovněž objevil mladý Matthew Broderick. Film vydělal v USA celkem 4 865 997 dolarů.

## Děj
- 1971: Arnold Beckoff (Harvey Fierstein) potká bisexuálního školního učitele Eda (Brian Kerwin), do kterého se zamiluje, ale ten si není jistý svoji sexualitou až si nakonec najde přítelkyni Laurel.
- 1973–1979: Během Vánoc se Arnold seznámí s Alanem (Matthew Broderick), se kterým se posléze usadí v novém domě a rovněž se pokouší spolu adoptovat dítě. Alan byl později zabit při homofobně motivovaném útoku.
- 1980: Arnolda navštíví jeho matka (Anne Bancroft), která není spokojená se synovou homosexulitou, adopcí homosexuálního teenagera (Eddie Castrodad) a snahou pohřbít Alana v rodinném hrobu, což vyústí ve vášnivou hádku. Později Arnold dostane svoji revue a jeho život se zklidní.

## Obsazení
- Anne Bancroft – matka
- Matthew Broderick – Alan
- Harvey Fierstein – Arnold
- Brian Kerwin – Ed
- Karen Young – Laurel
- Eddie Castrodad – David
- Ken Page – Murray
- Charles Pierce – Bertha Venation
- Axel Vera – Marina Del Rey
- Benji Schulman – mladý Arnold
- Kim Clark – klientka baru
- Stephanie Penn – klientka baru
- Michael Bond – klient baru
- Michael Warga – barman
- Lorry Goldman – Phil Beckett
- Edgar Small – Arnoldův otec
- Phil Sky, Geoffrey Harding, Robert Neary, Nick Montgomery – ostatní